# Хіросімський університет
Хіросімський університет (яп. 広島大学, ひろしまだいがく; англ. Hiroshima University) — державний університет у Японії. Розташований за адресою: префектура Хіросіма, місто Хіґасі-Хіросіма, квартал Каґаміяма 1-3-2. Відкритий у 1949 році. Скорочена назва — Хі́ро-дай (яп. 広大, ひろだい).

## Короткі відомості
Виник на базі Хіросімської вищої педагогічної школи, що була утворена 1902 року, та Хіросімського гуманітарно-природничого університету, заснованого 1929 року. Через двадцять років, після Другої світової війни, ці два заклади були об'єднані із Хіросімською вищою школою, Хіросімською вищою інженерною школою, Хіросімською жіночою педагогічною школою, Хіросмською педагогічною школою, Хіросімською молодіжною педагогічною школою та Хіросімською міською інженерною спеціальною школою. На основі цих освітніх установ утворився Хіросімський університет, що нараховував 6 факультетів: гуманітарний, педагогічний, політико-економічний, фізичний, інженерний і біологічний.
1953 року в університеті було засновано медичний факультет, 1965 року — стоматологічний факультет, а 1974 року — факультет інтегрованих мистецтв і наук. 1977 року політико-економічний факультет розділився на юридичний і економічний факультети, а 2006 року з медичного виокремився фармацевтичний факультет. 1995 року усі факультети, за винятком медичного, стоматологічного і фармацевтичного, були перенесені з Хіросіми до східного міста Хіґасі-Хіросіма. На 2010 рік університет нараховує 11 факультетів. Навчання має дві форми: денна і нічна.
Університет готує магістрів і аспірантів за спеціальностями гуманітарні науки, педагогіка, соціальні науки, фізика, матеріалознавство, медицина і фармацевтика, інженерія, біологія та хімія, юриспруденція, міжнародні дослідження.
При університеті діє 36 науково-дослідних усатнов: Інститут вивчення радіаційної біології та медицини, Центр розвитку вищої освіти, Центр вивчення початкової освіти, Інститут вивчення земноводних.
Продовжуючи довоєнну традицію Хіросімських педагогічних шкіл, університет забезпечує педагогічними кадрами навчальні заклади усіх рівнів Західної Японії.

## Факультети
- Факультет інтегрованих мистецтв і наук (яп. 総合科学部)
- Історико-філологічний факультет (яп. 文学部)
- Педагогічний факультет (яп. 教育学部)
- Юридичний факультет (яп. 法学部)
- Економічний факультет (яп. 経済学部)
- Природничий факультет (яп. 理学部)
- Медичний факультет (яп. 医学部)
- Стоматологічний факультет (яп. 歯学部)
- Фармацевтичний факультет (яп. 薬学部)
- Інженерно-технічний факультет (яп. 工学部)
- Біологічний факультет (яп. 生物生産学部)

## Аспірантура
- Аспірантура інтегрованих мистецтв і наук (яп. 総合科学研究科)
- Історико-філологічна аспірантура (яп. 文学研究科)
- Педагогічна аспірантура (яп. 教育学研究科)
- Аспірантура суспільних наук (яп. 社会科学研究科)
- Аспірантура природничих наук (яп. 理学研究科)
- Аспірантура перспективного матеріалознавства (яп. 先端物質科学研究科)
- Аспірантура охорони здоров'я (яп. 保健学研究科)
- Інженерно-технічна аспірантура (яп. 工学研究科)
- Аспірантура біосферних студій (яп. 生物圏科学研究科)
- Аспірантура інтегрованих студій з медицини, стоматології і фармацевтики (яп. 医歯薬学総合研究科)
- Аспірантура студій з міжнародної співпраці (яп. 国際協力研究科)
- Аспірантура юридичних наук (яп. 法務研究科)